# Fontaine-Valmont
Pour les articles homonymes, voir Fontaine.
Fontaine-Valmont (en wallon Fontinne-Våmont) est une section de la commune belge de Merbes-le-Château, située en Région wallonne dans la province de Hainaut, sur la Sambre. C'était une commune à part entière avant la fusion des communes de 1977. Anciennement connues sous le nom de Fontaine-au-Mont et Fontaine-au-Val, Fontaine-Valmont est une bourgade riche de son passé d'appartenance aux abbayes historiques de Lobbes et d'Aulne.

## Évolution démographique
- Sources : INS, Rem. : 1831 jusqu'en 1970 = recensements, 1976 = nombre d'habitants au 31 décembre.

## Histoire

### Passé gallo-romain

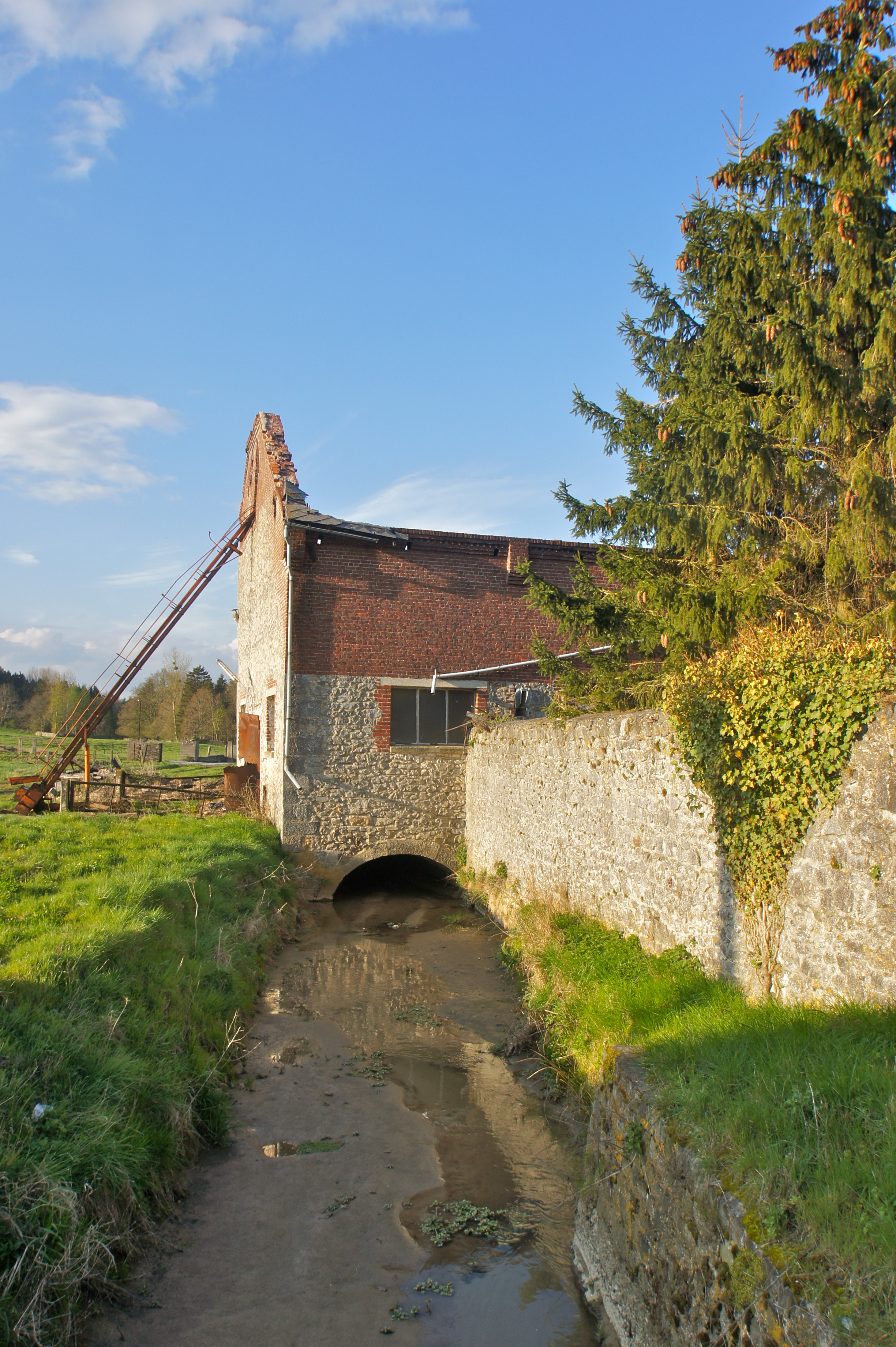
Le Ruisseau de la Fontaine Claus Fontaine-Haute.

Fontaine-Valmont est aussi un site archéologique important. En 1954, on a mis au jour sur le plateau des Castellains les restes d'un vaste ensemble sacré avec thermes romains et temples datant du début de l'ère chrétienne. De nos jours, à Fontaine-Valmont, tout parle de culture et d'élevage. Par ici, on a longtemps pratiqué l'élevage du cheval de trait avec succès. Le territoire de Fontaine-Valmont a même gardé des traces d’habitat gallo-romain. En 1955, la photographie aérienne a permis de déceler à Fontaine-Valmont, commune baignée par la Sambre, un ensemble monumental aménagé pour des réunions saisonnières.
Au cours de fouilles systématiques le site, qui n'a pas encore livré tous ses mystères, révèle quelque quinze bâtiments, dont une hôtellerie et des thermes, mais ni rue dallée, ni habitat privé, ni centre industriel…

### Des thermes savamment disposés…
À trois cents mètres au sud des temples, à cinquante de la limite orientale du plateau triangulaire des Castellains, aux niveaux 164 et 165, ont été dégagés les restes de thermes dont la surface totale atteignait 2 400 m2. Leur construction était particulièrement soignée. Ils ont livré deux hypocaustes, unis au foyer par une voûte et chauffant un caldarium et un tepidarium, auxquels faisaient suite un frigidarium et un unguentarium. L'entrée des thermes, signalée par un autel de céramique analogue à ceux qui s'échelonnaient entre le fanum principal et la limite orientale du temenos, donnait sur une galerie dominant une palestre, aboutissant elle-même à des bassins, l'un ouvert, l'autre protégé par un appentis couvert de tuiles. L'ensemble était dominé par une esplanade avec château d'eau, recouvrant deux bassins de décantation traversés par des conduits alimentant, d'une part, le caldarium et le frigidarium, et de l'autre, les bassins ouvert et couvert. Les pentes et contrepentes du site étaient savamment utilisées pour l'adduction des eaux fraîches et l'évacuation des eaux usées.
Un aqueduc rectiligne et souterrain, d'une longueur de 2 400 m, alimentait le château d'eau situé au niveau 165. Ses eaux provenaient d'un ruisseau, torrentiel à l'époque, coulant à la limite méridionale de la commune de Fontaine-Valmont. Elles étaient captées dans une tenue d'eau artificielle, noyant la vallée, et limitée au sud par un énorme barrage dont plus tard les pierres ont été précipitées dans le lit actuel du ruisseau. La surface du réservoir atteignait la côte 170 d'où les eaux s'écoulaient dans l'aqueduc, au niveau où semble avoir été aménagé un bassin pulseur. À l'endroit de sa captation, le ruisseau s'engouffre dans un « engorgeoir » pour resurgir à deux kilomètres en aval. Il est vraisemblable que cet « engorgeoir », par un jeu de vannes, a pu faire office de bassin régulateur en cas d'excédent de débit.
La situation des thermes était telle qu'ils pouvaient servir de bains de lustration aux dévots qui se rendaient aux temples voisins et aux fontaines qui valurent son nom à la localité, mais sans doute étaient-ils aussi fréquentés par les usagers des bâtiments édifiés à l'ouest des bains.

## Patrimoine et culture locale

### Patrimoine architectural
Château de la Roquette. Il existe un château sur le territoire de Fontaine-Valmont, le château Durot, aussi appelé « château de la Roquette »,  qui tient son nom d'anciens propriétaires. Il est de style napoléonien bien qu'antérieur car il fut rebâti au XIXe siècle. Ses dépendances témoignent que les lieux appartenaient à l'abbaye d'Aulne.
Eglise Saint-Martin. Construite en 1892, de style néo-gothique par l'architecte Mahieu de Binche. Elle remplace une autre église trop petite. Elle referme des pierres tombales de l'église initiale.

### Culture et folklore
Jusqu'en 2009, un carnaval avait lieu chaque premier dimanche de mai. Il était composé d'une société de gilles et de costumés. Cette festivité n'a plus lieu mais il existe un comité de jeunes qui redynamise le quartier avec quelques activités sur l'année.

## Économie

### Industrie

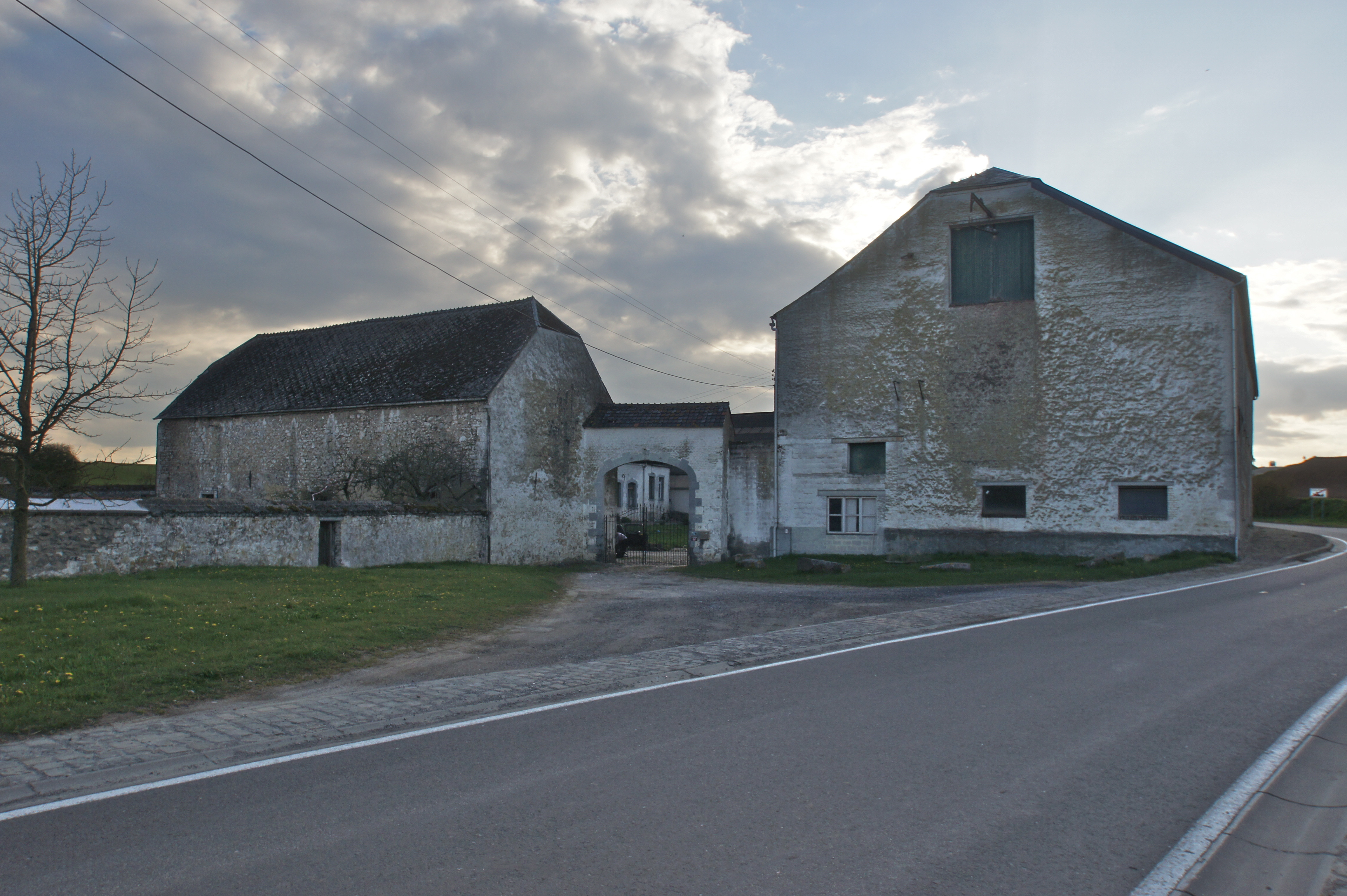
Une ferme sur le territoire.

Sur le territoire de Fontaine-Valmont, se trouve la ferme de Dansonspenne. C'est une exploitation agricole créée par les moines de Lobbes vers le IXe siècle, puis attribué à l'abbaye d'Aulne en 1171. C'est entre 1529 et 1556 qu'ont été rebâties les fermes actuelles de Dansonspenne à l'emplacement de l'ancienne ferme, dont il ne reste qu'une partie de muraille, fort ancienne. L'Abbaye d'Aulne doit se résoudre, vers le milieu du XVIe siècle, à affermer la cense de Dansonspenne à des laïcs. Scindée, d'abord en trois fermes, elle est redistribuée un peu plus tard en deux parties égales, puis réorganisée aux XVIIIe et XIXe siècles. Dansonspenne est au début du XXe siècle, une des plus grandes fermes de Belgique, avec ses 260 hectares. C'est aujourd'hui un manège équestre. Il n'existe pas d'industrie lourde à Fontaine-Valmont, cependant, il existe une marbrerie près de la Sambre.

### Commerce
Il y a sur le territoire du village plusieurs commerces de proximité (supérette, boulangerie, cafés...).

### Tourisme
Il y a un camping dans le centre du village qui abrite une réplique miniature de la statue de la Liberté. Il y a également un parcours de minigolf dans le hameau de La Rochelle.
Plusieurs rues du village portent le nom de personnes ayant été tuées lors des deux guerres mondiales.

### Voies de communication

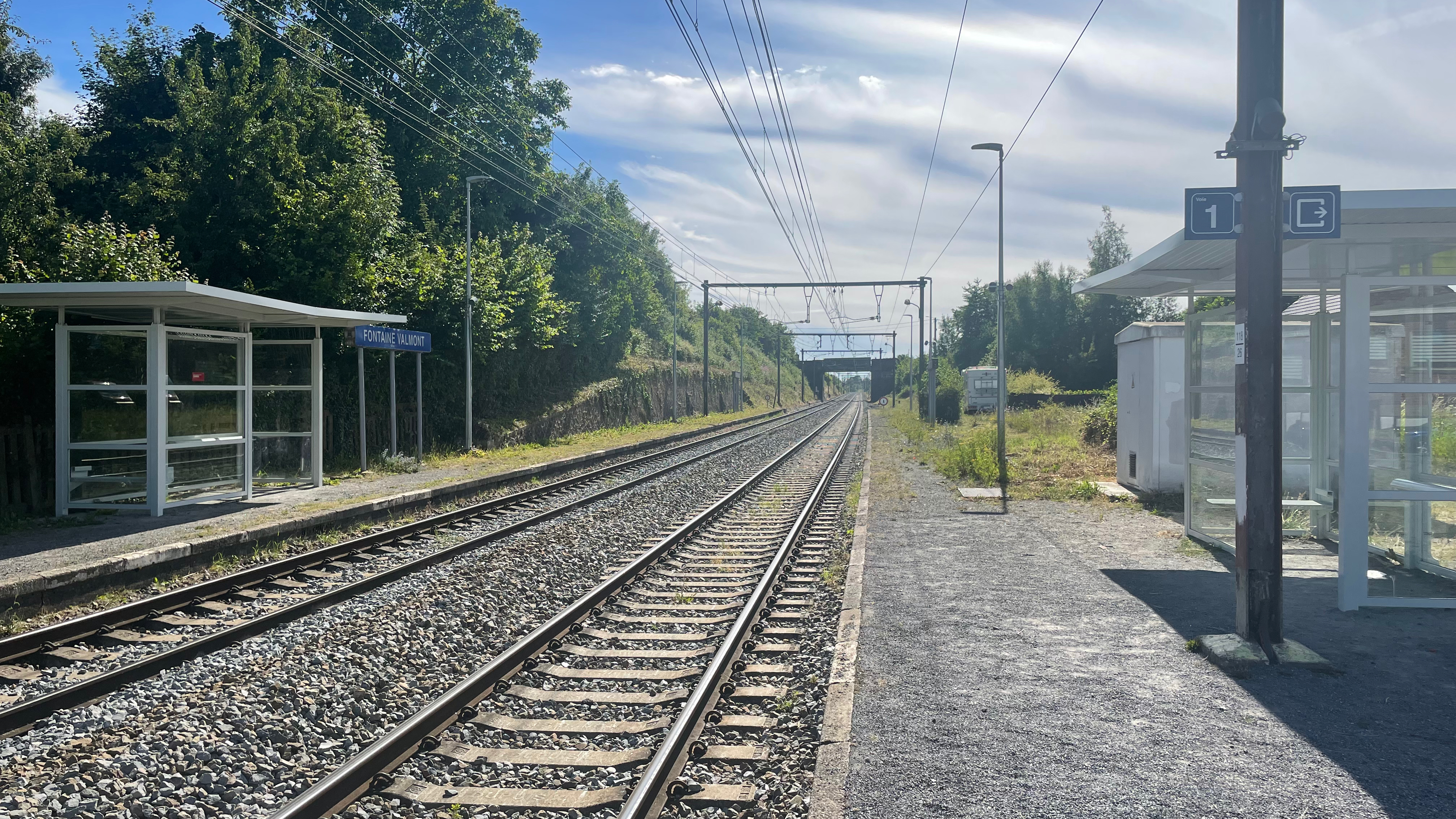
La gare.

Fontaine-Valmont est desservie par le train une fois par heure dans chaque sens, il s'agit de la ligne Charleroi - Erquelinnes. Trois bus de la TEC passent par le village, le bus 194 qui dessert les écoles de Thuin, le bus 108 qui assure la liaison entre Binche et Erquelinnes et le 119 qui assure la liaison entre Anderlues et Beaumont.